# 塔拉西夫卡 (日梅林卡區)
48°54′26″N 28°10′17″E / 48.90722°N 28.17139°E
塔拉西夫卡（烏克蘭語：Тарасівка），是烏克蘭的村落，位於該國西南部文尼察州，由日梅林卡區負責管轄，面積2.9平方公里，海拔高度272米，2001年人口688，人口密度每平方公里237.65人。